# Jordbro tändsticksfabrik
Jordbro tändsticksfabrik var en tändsticksfabrik i Jönköping. Den låg vid södra stranden av Munksjön nära Jordbron, i ett tidigare industriområde, som idag benämns Skeppsbron.
Jordbro AB grundades av ett antal näringsidkare i Jönköping för att ta över en golvfabrik, som gått i konkurs. Avsikten var att fortsätta med träförädling, men 1924 ändrades inriktningen till tändstickstillverkning. Företaget övertogs omkring 1925 av det då av Ivar Kreuger ägda Tändsticks AB Scandinavia, som 1928 övertogs av ett nederländskt företag. 
Tändsticksfabriken hade handelshuset Elof Hansson i Göteborg som generalagent och exporterade över hela världen. 
Företaget inställde driften 1930 och gick i konkurs 1932. 
Fabrikslokalerna övertogs av Ekmans Kartong.